# Умеркин, Абдулхак Сагитович

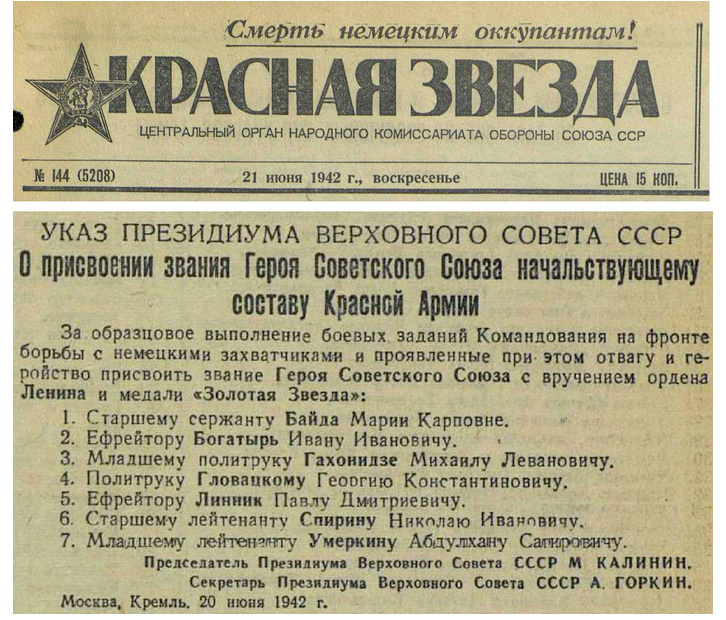
Указ о присвоении звания Героя Советского Союза от 20 июня 1942 года.

Абдулхак Сагитович Умеркин (тат. Габделхак Сәгыйть улы Үмәркин, 31 января 1917 — 16 февраля 1982) — командир батареи 134-го гаубичного артиллерийского полка 172-й стрелковой дивизии Приморской армии Северо-Кавказского фронта, младший лейтенант. Герой Советского Союза.

## Биография
Родился 18 января 1917 года в селе Старотимошкино ныне Барышского района Ульяновской области в крестьянской семье. Татарин. В 1940 году окончил Узбекский государственный университет. Работал преподавателем в педагогическом училище в городе Чимбай в Каракалпакии.
В Красной Армии с 1940 года. Участник Великой Отечественной войны с июня 1941 года.
Командир батареи 134-го гаубичного артиллерийского полка младший лейтенант Абдулхак Умеркин особо отличился в боях за город Севастополь в мае 1942 года.
Вверенная Умеркину А. С. артиллерийская батарея занимала огневую позицию у деревни Камышлы. Артиллеристы отразили три атаки. Врагу удалось отрезать наблюдательный пункт от батареи и окружить её. Артиллеристы под командованием младшего лейтенанта Умеркина пробились из окружения, уничтожив большое количество живой силы и техники противника. Артиллерист был ранен и попал в плен к гитлеровцам, пережил ужасы плена, но остался до конца верным родине и военной присяге.
Указом Президиума Верховного Совета СССР «О присвоении звания Героя Советского Союза начальствующему составу Красной Армии» от 20 июня 1942 года за «образцовое выполнение боевых заданий командования на фронте борьбы с немецкими захватчиками и проявленные при этом отвагу и геройство» удостоен звания Героя Советского Союза с вручением ордена Ленина и медали «Золотая Звезда».
С 1946 года старший лейтенант Умеркин — в запасе. Жил в столице Татарии — городе Казань. Почти сорок лет проработал учителем школы № 116, выпустив тысячи учеников. Заслуженный учитель Татарской Автономной ССР. Скончался 16 февраля 1982 года. Похоронен в Казани на Ново-Татарском кладбище в Казани, где на могиле установлен памятник с бронзовым бюстом Героя (в конце 1990-х годов памятник был украден).
Награждён орденами Ленина, Красной Звезды, медалями.
Память
В 2018 году в Казани некоторые жители (бывшие ученики Абдулхака Сагитовича) провели голосование за то, чтобы Лицей, где преподавал Абдулхак Сагитович, носил его имя. Перед зданием школы установлен бюст и создан Музей Героя. Имя Героя выбито на памятнике защитникам Севастополя 1941—1942 годов.

## Известные адреса
- Казань, улица Толстого, дом 16, кв. 1.[3]